# Mette With Hagensen
Mette With Hagensen (født 28. september 1967 i Esbjerg) er en dansk politiker for Socialdemokratiet i Region Syddanmark, som er 1. næstformand samt formand for sundhedsudvalget. Den 1. januar 2019 blev hun formand for Børnerådet, men trak sig i 2020 efter at hendes kandidatur til regionsrådet blev offentliggjort.
Tidligere var hun formand for Skole og Forældre, hvilket hun blev valgt til 17. november 2012, hvor hun erstattede Benedikte Ask Skotte. Før dette havde hun været næstformand for foreningen siden 2011. Hagensen er uddannet cand.merc på SDU i 1994, har siden undervist og er (pr. 2022) rektor for Handelsgymnaiet (HHX) på Rybners i Esbjerg. Hun blev medlem af skolebestyrelsen på sine tre børns skole i 2006. I marts 2020 meldte hun sit kandidatur til at blive spidskandidat for Socialdemokratiet i Region Syddanmark ved Kommunal- og regionsrådsvalg 2021.  
Mette With Hagensen har været opstillet som byrådskandidat to gange for partiet Venstre i Varde kommune. Den 15. november 2020 blev hun efter en urafstemning valgt som spidskandidat for Socialdemokratiet i Region Syddanmark til regionsrådsvalget i 2021. Ved urafstemningen fik hun 55 % af stemmerne, og slog bl.a. det siddende regionsrådsmedlem Poul Fremmelev.
Efter regionsrådsvalget i 2021 var det ikke muligt for hende at samle flertal for hende som regionsrådsformand, hvorfor hun gik med i en bred konstituering med de andre partier. Stephanie Lose fra Venstre forblev regionsrådsformand, mens Mette blev 1. næstformand og formand for det prestigefyldte sundhedsudvalg. Hun førte ved samme valg Socialdemokratiet frem til en fremgang på to mandater. 